# Yap Island
Yap Island är en ö i Mikronesiska federationen.   Den ligger i delstaten Yap, i den västra delen av landet, 2 200 km väster om huvudstaden Palikir.